# Михайловка 1-а (Новосибірська область)
Михайловка 1-а (рос. Михайловка 1-я) — присілок у Куйбишевському районі Новосибірської області Російської Федерації.
Входить до складу муніципального утворення Верх-Ічинська сільрада. Населення становить 67 осіб (2010).

## Історія
Згідно із законом від 2 червня 2004 року органом місцевого самоврядування є Верх-Ічинська сільрада.

## Населення
| 2002 | 2007 | 2010 |
| ---- | ---- | ---- |
| 102  | ↘94  | ↘67  |